# 南希·卡里略
南希·卡里略（西班牙語：Nancy Carrillo，1986年1月11日—），古巴排球运动员。她曾代表古巴参加2004年和2008年夏季奥林匹克运动会排球比赛，其中2004年奥运会获得一枚铜牌，2008年奥运会则获得第四名。